# ブラウンロー・ハウス
ブラウンロー・ハウス（英語: Brownlow House）はブラウンロー城（Brownlow Castle）やラーガン城（Lurgan Castle）とも呼ばれ、北アイルランドのアーマー県ラーガンにある19世紀のA級指定建築物である。1833年にスコットランド出身の建築家であるウィリアム・ヘンリー・プレイフェアがアイルランドの政治家である初代ラーガン男爵チャールズ・ブラウンローのために建てたものであり、両世界大戦における軍司令部として使用された。

## 歴史
この邸宅は初代ラーガン男爵チャールズ・ブラウンローと彼の家族のために1833年にスコットランド出身の建築家であるウィリアム・ヘンリー・プレイフェアによって建造された。ラーガン・ロイヤル不動産に買い取られる20世紀初頭まで、所有権はブラウンロー家が保有していた。今日において所有権を保持しているラーガン・オレンジ地域支部（オレンジ王党派の地元支部）に売却された。
20世紀に起きた2つの世界大戦の間、この建物は様々な軍事目的を果たすための司令部として大切な役割を果たしてきた。第一次世界大戦中にはイギリス陸軍のロイヤル・アイリッシュ・ライフルズ第16大隊と王立フュージリア連隊第10大隊の総司令部、第二次世界大戦中にはアメリカ軍の拠点として使用された。
1996年、この建物は放火事件で大きな被害を受けた。1992年ウィンザー城火災の修復にも関わった専門家も参加する形で、ラーガンにある建築事務所であるDSCパートナーズがこの建物の改修を行った。
2014年、第一次世界大戦で果たした役目を記念して、この建物の地階に博物館が開設された。
2015年の夏、北アイルランドが広く参画した米国陸軍と英国陸軍に対する仮設施設としての提供だけではなく、軍部の前哨基地としての使用にも焦点を当てた上で、第二次世界大戦に関する展示が追加された。